# Biografiskt lexikon för Finland
Biografiskt lexikon för Finland (BLF) är ett biografiskt uppslagsverk som började utkomma 2008.
I Finland utgavs 2003–2007 Suomen kansallisbiografia (Finlands nationalbiografi) i tio band, under redaktion av professor Matti Klinge. År 2008 påbörjade Svenska litteratursällskapet i Finland utgivningen av ett motsvarande svenskspråkigt nationalbiografiskt uppslagsverk, Biografiskt lexikon för Finland. Redaktionsrådets ordförande är professor Henrik Meinander och verkets huvudredaktör docent Henrik Knif. 
BLF bygger delvis på innehållet i det finskspråkiga uppslagsverket Suomen kansallisbiografia, varifrån artiklar översätts, men det innehåller också originalartiklar – främst om personer kopplade till den svenskspråkiga kulturen i Finland – som i sin tur har delvis översatts till Suomen kansallisbiografia. Förutom biografier över personer födda i Finland innehåller det också sådana över utomlands födda upptäcktsresande som gjort Finland bekant utomlands, liksom ledande befäl för främmande eller ockuperande makt, som under längre eller kortare tid haft ett stort inflytande över inländska förhållanden. Vad gäller personurvalet kan Suomen kansallisbiografia och Biografiskt lexikon för Finland behandla samma personer som i Svenskt biografiskt lexikon, men då i ett finländskt perspektiv.
Lexikonet är indelat i tre epoker: band 1 Svenska tiden, band 2 Ryska tiden och band 3 och 4 Republikens tid. Det tryckta verket utgavs 2008–2011 gemensamt av Svenska litteratursällskapet och Atlantis. Sedan 2014 har alla artiklar varit fritt tillgängliga på dess webbplats.

## Förteckning
- Biografiskt lexikon för Finland 1 : Svenska tiden. Skrifter utgivna av Svenska litteratursällskapet i Finland. Helsingfors. 2008. Wikidata Q114399884. ISBN 978-951-583-166-8. https://blf.fi/.
- Biografiskt lexikon för Finland 2 : Ryska tiden. Skrifter utgivna av Svenska litteratursällskapet i Finland. Helsingfors. 2009. Wikidata Q114399886. ISBN 978-951-583-185-9. https://blf.fi/.
- Biografiskt lexikon för Finland 3 : Republiken A–L. Skrifter utgivna av Svenska litteratursällskapet i Finland. Helsingfors. 2011. Wikidata Q114402937. ISBN 978-951-583-235-1. https://blf.fi/.
- Biografiskt lexikon för Finland 4 : Republiken M–Ö. Skrifter utgivna av Svenska litteratursällskapet i Finland. Helsingfors. 2011. Wikidata Q114402938. ISBN 978-951-583-236-8. https://blf.fi/.